# Mistrzostwa Polski w szachach szybkich
Mistrzostwa Polski w szachach szybkich – turnieje szachowe mające na celu wyłonienie medalistów mistrzostw Polski w szachach szybkich, rozgrywane od 1988 roku. Nazywane są również mistrzostwami w szachach aktywnych, z racji stosowanego w zawodach tempa gry, po 30 minut na całą partię dla każdego zawodnika (w potocznym użyciu i dla uproszczenia, nazewnictwo szachy szybkie stosuje się w Polsce w odniesieniu do partii granych tempem po 15 minut, choć zgodnie z Kodeksem Szachowym terminologia ta obejmuje partie trwające od 15 do 60 minut), jak również ze względów historycznych (pierwsze mistrzostwa nosiły oficjalną nazwę mistrzostw Polski w szachach aktywnych, tak było m.in. w latach 1988 i 1989).
Turnieje z cyklu MP w szachach szybkich miały być w założeniu turniejami odbywającymi się corocznie, jednak w dotychczasowej historii zdarzały się lata, w których zawody te były odwoływane (z powodów finansowych bądź niskiej frekwencji). Mistrzostwa kobiet, po raz pierwszy rozegrane w 1990 r., organizowane były jako osobne turnieje bądź w ramach jednego turnieju (wspólnie z mężczyznami), z odrębną klasyfikacją medalową.
Od pierwszej edycji w mistrzostwach obowiązuje system szwajcarski (wyjątkiem były dwa turnieje kobiet – w latach 1990 i 2000 – w których zastosowano system kołowy), frekwencja na przestrzeni lat wahała się od kilkudziesięciu do ponad 200 uczestników, a liczba rund – pomiędzy 9 a 13. Dwukrotnie turnieje mistrzowskie rozgrywane były w ramach turniejów regionalnych (1994 – Bydgoszcz, memoriał Jana Kośmickiego, 2002 – Płock, Tumska Wieża), natomiast w 1997 i 2002 r. mistrzostwa rozegrano w obsadzie międzynarodowej (w 1997 r. zwyciężył Rosjanin Konstantin Czernyszow, a w 2002 r. trzecie miejsce zajął Ukrainiec Witalij Koziak, jednak medale przypadły zawodnikom polskim).

## Medaliści mistrzostw Polski w szachach szybkich
| Lp   | Rok  | Miasto        | Mężczyźni                                                               | Kobiety                                                             |
| ---- | ---- | ------------- | ----------------------------------------------------------------------- | ------------------------------------------------------------------- |
| 1    | 1988 | Bydgoszcz     | 1. Paweł Stempin 2. Henryk Dobosz 3. Zbigniew Liszka                    | nie rozegrano                                                       |
| 2    | 1989 | Katowice      | 1. Andrzej Maciejewski 2. Krzysztof Żołnierowicz 3. Włodzimierz Schmidt | nie rozegrano                                                       |
| 3    | 1990 | Dębica        | 1. Krzysztof Pańczyk 2. Witalis Sapis 3. Krzysztof Żołnierowicz         | 1. Danuta Kłusek 2. Halina Jałowiec 3. Czesława Grochot             |
| 1991 | 1991 | nie rozegrano | nie rozegrano                                                           | nie rozegrano                                                       |
| 4    | 1992 | Nowy Tomyśl   | 1. Marek Matlak 2. Aleksander Wojtkiewicz 3. Witalis Sapis              | nie rozegrano                                                       |
| 5    | 1993 | Gdynia        | 1. Tomasz Markowski 2. Jacek Gdański 3. Marek Matlak                    | nie rozegrano                                                       |
| 6    | 1994 | Bydgoszcz     | 1. Paweł Jaracz 2. Marek Matlak 3. Włodzimierz Schmidt                  | 1. Agnieszka Brustman 2. Krystyna Dąbrowska 3. Marta Zielińska      |
| 7    | 1995 | Łuków         | 1. Jacek Gdański 2. Mirosław Grabarczyk 3. Aleksander Wojtkiewicz       | 1. Agnieszka Brustman 2. Barbara Kaczorowska 3. Liliana Leszner     |
| 8    | 1996 | Opole         | 1. Tomasz Markowski 2. Artur Pieniążek 3. Przemysław Skalik             | 1. Monika Bobrowska 2. Agnieszka Brustman 3. Joanna Dworakowska     |
| 9    | 1997 | Płock         | 1. Tomasz Markowski 2. Bartosz Soćko 3. Robert Kempiński                | 1. Krystyna Dąbrowska 2. Joanna Dworakowska 3. Agnieszka Brustman   |
| 10   | 1998 | Lubliniec     | 1. Bartosz Soćko 2. Mirosław Grabarczyk 3. Witalis Sapis                | 1. Agnieszka Brustman 2. Iweta Radziewicz 3. Dalia Blimke           |
| 1999 | 1999 | nie rozegrano | nie rozegrano                                                           | nie rozegrano                                                       |
| 11   | 2000 | Żnin          | 1. Jacek Gdański 2. Bartosz Soćko 3. Mirosław Grabarczyk                | 1. Joanna Dworakowska 2. Monika Soćko 3. Dalia Blimke               |
| 2001 | 2001 | nie rozegrano | nie rozegrano                                                           | nie rozegrano                                                       |
| 12   | 2002 | Płock         | 1. Bartosz Soćko 2. Michał Krasenkow 3. Tomasz Markowski                | 1. Joanna Dworakowska 2. Marta Zielińska 3. Katarzyna Jurkiewicz    |
| 2003 | 2003 | nie rozegrano | nie rozegrano                                                           | nie rozegrano                                                       |
| 13   | 2004 | Jaworzno      | 1. Bartosz Soćko 2. Piotr Bobras 3. Jerzy Słaby                         | 1. Jolanta Guzik 2. Monika Soćko 3. Karina Szczepkowska             |
| 2005 | 2005 | nie rozegrano | nie rozegrano                                                           | nie rozegrano                                                       |
| 2006 | 2006 | nie rozegrano | nie rozegrano                                                           | nie rozegrano                                                       |
| 14   | 2007 | Szczucin      | 1. Dariusz Szoen 2. Łukasz Cyborowski 3. Wojciech Moranda               | 1. Beata Kądziołka 2. Katarzyna Toma 3. Jolanta Guzik               |
| 2008 | 2008 | nie rozegrano | nie rozegrano                                                           | nie rozegrano                                                       |
| 2009 | 2009 | nie rozegrano | nie rozegrano                                                           | nie rozegrano                                                       |
| 2010 | 2010 | nie rozegrano | nie rozegrano                                                           | nie rozegrano                                                       |
| 2011 | 2011 | nie rozegrano | nie rozegrano                                                           | nie rozegrano                                                       |
| 2012 | 2012 | nie rozegrano | nie rozegrano                                                           | nie rozegrano                                                       |
| 2013 | 2013 | nie rozegrano | nie rozegrano                                                           | nie rozegrano                                                       |
| 15   | 2014 | Trzcianka     | 1. Radosław Wojtaszek 2. Bartłomiej Heberla 3. Tomasz Markowski         | 1. Klaudia Kulon 2. Karina Szczepkowska-Horowska 3. Aleksandra Lach |
| 16   | 2015 | Trzcianka     | 1. Paweł Jaracz 2. Michał Krasenkow 3. Robert Kempiński                 | 1. Aleksandra Lach 2. Joanna Worek 3. Barbara Jaracz                |